# Brian Bliss
Brian Bliss (* 28. September 1965 in Webster, New York) ist ein ehemaliger US-amerikanischer Fußballspieler. Nachdem er 1999 seine Karriere als Spieler beendet hat, ist er als Trainer tätig.
Aktuell ist er Technischer Direktor bei Chicago Fire in der Major League Soccer. Außerdem betreut er die U-20 Nationalmannschaft der USA als Assistenztrainer.

## Spielerkarriere
Bliss besuchte die Webster Schroeder High School in seiner Heimatstadt Webster. Nach der Highschool ging er an die Southern Connecticut State University, wo er für die College-Mannschaft von 1983 bis 1986 spielte. In dieser Zeit wurde er auch in die US-amerikanische Fußballnationalmannschaft berufen. Am 2. Dezember 1984 gab er sein Debüt in einem Spiel gegen Ecuador. Das Spiel endete 2:2. Bis 1987 wurde allerdings nicht wieder berufen. In demselben Jahr wechselte er zu Cleveland Force, welche in der Major Indoor Soccer League spielten. Er spielte nur eine Saison in Cleveland. 1988 nahm er an den Olympischen Sommerspielen in Seoul teil und schied mit der US-amerikanischen Mannschaft in der Vorrunde des Turniers aus.
1989 spielte er fünf Spiele für Albany Capitals in der American Soccer League. Die meiste Zeit war er aber mit der Nationalmannschaft unterwegs. Er war bei jedem Qualifikationsspiel für die Fußball-Weltmeisterschaft 1990 auf dem Platz. Bei der WM spielte er nur bei dem Spiel gegen Österreich mit. Nach der WM war er im Kader der Boston Bolts, welche in der American Professional Soccer League spielten. Dort blieb er aber nicht lange und wechselte kurzfristig zu Energie Cottbus. Nach einer Saison ging er zum Chemnitzer FC. Dort spielte Bliss aber nur ein halbes Jahr. Anschließend war er beim FC Carl Zeiss Jena. Dort blieb er bis 1996. 
1996 entstand die Major League Soccer in den USA und Bliss kehrte zurück. Er wurde von der Columbus Crew ausgewählt. Nach zwei Spielzeiten wechselte er zu den MetroStars und später noch zu den Kansas City Wizards. 
Seine Karriere als Spieler beendete er 1999 in der USL A-League bei den Connecticut Wolves, die er auch in der Saison trainierte.

## Trainerkarriere
2000 wurde Bliss Assistenztrainer unter Bob Gansler bei den Kansas City Wizards. 2006 übernahm er kurzzeitig das Amt des Trainers, als Gansler zurückgetreten war. Ein dreiviertel Jahr später übernahm Curt Onalfo das Amt Cheftrainers. Bliss wechselte daraufhin zur Kansas Youth Soccer und wurden deren State Director of Coaching. Außerdem war er Trainer an der Olathe Northwest Highschool.
Bliss war auch Technischer Direktor bei der Columbus Crew, ehe er nach sechs Spielzeiten zu Chicago Fire wechselte. 
Nebenbei betreut er die U-20 Nationalmannschaft der USA als Assistenztrainer.